# Chiosco degli Sportivi
Il Chiosco degli Sportivi è un caffè-ricevitoria di Firenze, situato in via degli Anselmi presso i portici di piazza della Repubblica. Per quanto si tratti di un edificio minore, riveste un particolare interesse nell'ambito dell'architettura degli anni 1950 sopravvissuta nel centro storico, con alcune decorazioni coeve di pregio. 

## Storia e descrizione
Si tratta di un piccolo edificio che si identifica con un altrettanto piccolo bar e una ricevitoria, seminascosto tra gli archi del palazzo delle Poste. 
Nato nel 1946 per iniziativa di Alberto Gostinelli (i cui discendenti tennero l'attività almeno fino agli anni 1990), era inizialmente composto da due piccoli edifici separati: un casotto usato come bar e un edificio circolare con tettoia come ricevitoria. Si guadagnò subito la fama di ritrovo per gli appassionati di sport grazie a una radio sempre accesa sugli eventi sportivi, come le partire di campionato di calcio o il giro d'Italia, e grazie a pannelli che venivano sempre aggiornati coi risultati e le classifiche del momento. Il primo titolare inoltre organizzava alcune iniziative come l'accoglienza da parte dei tifosi della squadra Fiorentina al ritorno dalle trasferte, o i caroselli per le strade cittadine dopo la vittoria al Tour de France o al Giro d'Italia di qualche ciclista come Gino Bartali o Gastone Nencini. 
L'aspetto attuale di un unico piccolo edificio diviso internamente in due parti dovrebbbe risalire al 1956 circa. In quell'occasione, a rendere significativa la costruzione, venne posto il mosaico che riveste la struttura, realizzato da Gualtiero Nativi, costituito in particolare da due pannelli di segmenti colorati nitidi su fondo azzurro, in evidente e voluto contrasto con la severità degli edifici circostanti. Non a caso Nativi fu collaboratore di Emilio Pucci per i disegni delle sue famose stoffe. I mosaici assumono importanza anche perché sono tra le più antiche testimonianze di un'arte astratta a Firenze, osteggiata dall'ambiente culturale dominante, ma che ebbe un suo vero e proprio manifesto redatto dallo stesso Nativi, da Vinicio Berti e altri nel 1950. 
La rarità di questi esempi è evidenziata alla luce della distruzione di molti degli interventi di 'arredo' realizzati negli anni cinquanta, come quelli sempre segnalati nel repertorio di Salvadori Guidi riferibili all'attività di Nativi, quali la decorazione del caffè Donnini del 1949, del cinema poi libreria Edison, e del negozio Casanova in via Porta Rossa 40r (1955). Realizzazioni collocabili in questo stesso contesto sono i due chioschi degli impianti di distribuzione carburanti posti in piazzale Donatello.